# تنينيت
تنينيت، وتُعرف أيضًا باسم ثنينيت و دننيت، هي إلهة مصرية قديمة للولادة والحماية. تم ذكرها في النصوص التي تعود إلى العصر البطلمي وكذلك في كتاب الموتى.

## العبادة
كانت تنينيت مرتبطة بالولادة وتم استدعاؤها كحامية لرحم النساء الحوامل.
كان مركز عبادتها في أرمنت أو هيرمونثيس كما باتت تعرف في العصر اليوناني الروماني. كانت زوجة للإله منتو. فيما بعد تم دمجها مع رعيت تاوي، إيزيس وإيونيت.